# Массіллон (Огайо)
Массіллон (англ. Massillon) — місто (англ. city) в США, в окрузі Старк штату Огайо. Населення — 32 146 осіб (2020).

## Географія
Массіллон розташований за координатами 40°47′2″ пн. ш. 81°31′36″ зх. д. / 40.78389° пн. ш. 81.52667° зх. д. (40.783773, -81.526604).  За даними Бюро перепису населення США в 2010 році місто мало площу 48,59 км², з яких 48,12 км² — суходіл та 0,47 км² — водойми.

## Демографія
Згідно з переписом 2010 року, у місті мешкало 32 149 осіб у 13 140 домогосподарствах у складі 8268 родин. Густота населення становила 662 особи/км².  Було 14497 помешкань (298/км²).
Расовий склад населення:
| - 87,4 % — білих - 8,8 % — чорних або афроамериканців - 0,4 % — азіатів - 0,3 % — корінних американців |

До двох чи більше рас належало 2,6 %. Частка іспаномовних становила 2,0 % від усіх жителів.
За віковим діапазоном населення розподілялося таким чином: 22,9 % — особи молодші 18 років, 60,4 % — особи у віці 18—64 років, 16,7 % — особи у віці 65 років та старші. Медіана віку мешканця становила 40,1 року. На 100 осіб жіночої статі у місті припадало 94,0 чоловіків;  на 100 жінок у віці від 18 років та старших — 89,0 чоловіків також старших 18 років.
Середній дохід на одне домашнє господарство  становив 51 848 доларів США (медіана — 40 842), а середній дохід на одну сім'ю — 63 507 доларів (медіана — 52 020). Медіана доходів становила 38 535 доларів для чоловіків та 36 844 долари для жінок. За межею бідності перебувало 19,4 % осіб, у тому числі 30,4 % дітей у віці до 18 років та 7,8 % осіб у віці 65 років та старших.
Цивільне працевлаштоване населення становило 14 643 особи. Основні галузі зайнятості: освіта, охорона здоров'я та соціальна допомога — 20,9 %, виробництво — 19,8 %, роздрібна торгівля — 15,0 %, мистецтво, розваги та відпочинок — 10,9 %.